# Ossinio
Nella mitologia greca,  Ossinio  (in greco antico: Ὀξύνιος) o Ossimo era il nome di uno dei figli di Ettore e di Andromaca.

## Il mito
Ettore era il figlio di Priamo che durante la guerra di Troia dovette difendere il regno dagli invasori achei. Da sua moglie ebbe un figlio Astianatte, ma secondo un'altra versione dei miti ebbe anche un altro figlio, Ossinio.
Secondo tale versione i due figli sopravvissero alla guerra, grazie all'aiuto del nonno paterno. Cresciuti nella Lidia sotto mentite spoglie, tornarono una volta adulti e videro lo sfacelo della città dove li aveva visti nascere: allora decisero di fondare una nuova città, e in seguito un nuovo regno.

### Fonti
- Conone, Narrationes, 46

### Moderna
- Anna Ferrari, Dizionario di mitologia, Litopres, UTET, 2006, ISBN 88-02-07481-X.
- Anna Maria Carassiti, Dizionario di mitologia classica, Roma, Newton, 2005, ISBN 88-8289-539-4.